# ويلفريد كورتيس
ويلفريد كورتيس هو عسكري كندي، ولد في 21 أغسطس 1893 في Havelock-Belmont-Methuen ‏ في كندا، وتوفي في 14 أغسطس 1977 في تورونتو في كندا.